# Liste der Naturdenkmale in Wiltingen
Die Liste der Naturdenkmale in Wiltingen nennt die im Gemeindegebiet von Wiltingen ausgewiesenen Naturdenkmale (Stand 3. Juni 2024).

## Naturdenkmale
| Nr.         | Bezeichnung        | Lage                                           | Beschreibung    | Bild                                    |
| ----------- | ------------------ | ---------------------------------------------- | --------------- | --------------------------------------- |
| ND-7235-373 | Eiche am Krohkreuz | südöstlich des Ortes; Abteilung Krohkreuz Lage | Quercus petraea | Direkt Bild zu diesem Denkmal hochladen |

## Ehemalige Naturdenkmale
| Nr. | Bezeichnung                                   | Lage                                                  | Beschreibung | Bild                                    |
| --- | --------------------------------------------- | ----------------------------------------------------- | --- | --------------------------------------- |
|     | Weißer Seerosen- und gelber Teichrosenbestand | nördlich des Ortes; Flur Unterm Dorr an der Saar Lage | Bestand von Nymphaea alba und Nuphar lutea im Altwasser der Saar; flächenhaftes Naturdenkmal, ca. 0,7 ha; Rechtsverordnung aufgehoben, jetzt Teil des Naturschutzgebietes Wiltinger Saarbogen | Direkt Bild zu diesem Denkmal hochladen |